# العلاقات الأوغندية الفلسطينية
العلاقات الفلسطينية الأوغندية هي العلاقات الثنائية بين فلسطين وأوغندا. افتتحت سفارة فلسطين في أوغندا عام 1973. دعم المقاتلون الفلسطينيون الجانب الأوغندي خلال حرب أوغندا وتنزانيا.
اعترفت أوغندا بفلسطين في 3 ديسمبر 1988 وكلاهما عضوين في منظمة التعاون الإسلامي.

## التاريخ
في 1973، عيّن خالد حسن الشيخ ممثلًا لمنظمة التحرير الفلسطينية في أوغندا حيث كان مكتب ممثلية منظمة التحرير هناك من أوائل البعثات الفلسطينية، وعمل على تعزيز العلاقات الفلسطينية الأوغندية، وكان مقبولاً بشكل كبير لدى الأوساط الأوغندية، كما كان الرئيس الأوغندي عيدي أمين يستشيره في أمور سياسية عديدة حيث ربطتهما علاقة صداقة قوية.

### الحرب الأوغندية التنزانية
أُرسل المفوض السياسي العام لمنظمة التحرير الفلسطينية عزت أبو الرب إلى أوغندا لتقييم الوضع. وفي أعقاب اجتماع مع أمين، أجرى عددا من الجولات الميدانية. واعتبر عزت أبو الرب أن الحكومة الأوغندية في حاجة ماسة إلى دعم عسكري، في حين أن سقوط حكومة أوغندا من شأنه أن يضر بقضية منظمة التحرير الفلسطينية. وبناء على ذلك، قرر زعماء منظمة التحرير الفلسطينية ياسر عرفات وخليل الوزير وسعد صايل إرسال المزيد من المعونة إلى أوغندا. وأوفدت فريقا من الخبراء، يتألف من العقيد مطلق حمدان (اسم مستعار «أبو فواز»)، رئيس الكلية العسكرية لمنظمة التحرير الفلسطينية، وقائد المدفعية الرائد واصف عريقات، والنقيب جمعة حسن حمد الله، والنقيب إبراهيم عوض. وكان من المفترض أن يساعدوا القيادة العليا الأوغندية في تنظيم المجهود الحربي. وبالإضافة إلى ذلك، تم إرسال 40 من المغاورين الآخرين التابعين لمنظمة التحرير الفلسطينية مع وحدة ليبية.
وشارك قادة منظمة التحرير الفلسطينية مشاركة عميقة في التخطيط لشن هجوم مضاد من أجل دحر قوات الدفاع الشعبي التي احتلت جنوب أوغندا. وأسفرت هذه العملية المشتركة بين أوغندا وليبيا والفلسطينيين عن معركة لوكايا، حيث خدم مقاتلو منظمة التحرير الفلسطينية في الوحدات الأوغندية، مع قيادة العقيد حمدان في قيادة دبابة وقوات مشاة، في حين تولى الرائد عريقات قيادة جزء من المدفعية. وادعت منظمة التحرير الفلسطينية فيما بعد أن واحداً فقط من الفلسطينيين قد قتل، وأصيب 8 آخرون، منهم حمدان، وعريقات، وعوض.

### العلاقات السياسية
في 15 يونيو 1988، أعربت أوغندا عن تأييدها لعقد مؤتمر دولي للسلام في الشرق الأوسط، تشارك فيه جميع الأطراف المعنية، بما في ذلك منظمة التحرير الفلسطينية، الممثل الشرعي والوحيد للشعب الفلسطيني، على قدم المساواة وبحقها الخاص، ردًا على قرار الجمعية العامة للأمم المتحدة رقم 42/209 المؤرخ في 11 كانون الأول / ديسمبر 1987 حول الحالة في الشرق الأوسط القضية الفلسطينية.
في 2008، بلغت صادرات دولة فلسطين (الضفة الغربية وقطاع غزة) لأوغندا مبلغ 40.000 دولار أمريكي.
في 6 يناير 2012، وصل الرئيس محمود عباس إلى أوغندا في في زيارة عمل بدعوة من الرئيس يويري موسيفيني، حيث اتفقا على أن هناك حاجة إلى بذل المزيد من الجهد في إعادة بناء العلاقات العربية الإفريقية والعملن على إعادة توجيه هذه العلاقات على أساس الثقة والتنمية والتعاون. وصرح وزير الخارجية بالنيابة، أسومان كيينجي ‏، عزم دولة فلسطين بفتح سفارة في كمبالا، وفي الوقت المناسب ستفتح أوغندا أيضًا سفارة في رام الله.
في 2013، أكد مجلس الوزراء لدولة أوغندا «على دعمه للشعب الفلسطيني ليكون له دولته جنبًا إلى جنب مع إسرائيل داخل حدود آمنة ومعترف بها دوليًا.» في رسالة بتاريخ 24 آذار/ مارس 2003 موجهة من القائم بالأعمال بالنيابة للبعثة الدائمة لأوغندا لدى الأمم المتحدة موجهة إلى رئيس مجلس الأمن.
في 2016، خلال زيارة نتنياهو لإحياء الذكرى الأربعين لعملية عنتيبي، أشار هذا الأخير مرارًا وتكرارًا إلى وفاة شقيقه لاستقطاب الاهتمام السياسي، لم يتوانَ رئيس أوغندا، يوويري موسيفيني، على تسمية إسرائيل بفلسطين بتصريحه «الحدث المحزن قبل 40 عاما تحول إلى رباط آخر يربط فلسطين بأفريقيا».
في 2018، حكومة أوغندا تُؤكد دعمها لحل الدولتين، خلال زيارة وفد اللجنة المعنية بممارسة الحقوق غير القابلة للتصرف للشعب الفلسطيني إلى أوغندا كمبالا، من 26 إلى 28 فبراير 2018.
في 2021، التقى وزير الخارجية والمغتربين رياض المالكي بنظيره الأوغندي على هامش اجتماعات مؤتمر حركة عدم الانحياز المنعقد في العاصمة الصربية بلغراد.
في 2023، مشاركة فلسطين، ممثلةً بالوكالة الفلسطينية للتعاون الدولي، في المنتدى الأفريقي الثاني رفيع المستوى للتعاون بين دول الجنوب والتعاون الثلاثي من أجل التنمية المستدامة 2023 في أوغندا.

### التبادل الدبلوماسي
في 27 أغسطس 2009، قدم زهير الشن أوراق اعتماده سفيرًا غير مقيم لفلسطين لدى أوغندا للرئيس الأوغندي يوويري موسيفيني.
في 28 نوفمبر 2016، قدم نصري خليل سليم أبو جيش أوراق اعتماده سفيرًا غير مقيم لفلسطين لدى أوغندا.

## الملاحظات
1. ↑  في يوليو 1976، طار الكولونيل يونتان الأخ الأكبر لرئيس الوزراء الإسرائيلي بنيامين نتنياهو إلى عنتيبي بأوغندا، كان جزءًا من مجموعة صغيرة من نخبة الكوماندوز الإسرائيليين المرسلة لإنقاذ الرهائن الذين يحتجزهم مؤيدون للفلسطينيين ( الرئيس الأوغندي آنذاك عيدي أمين) في ميناء مطار مهجورة، ومعظم الرهئن من الإسرائيليين،[10]
 لكنه كان الجندي الإسرائيلي الوحيد الذي قُتل.[11]